# Jaxartosaurus fuyunensis
Jaxartosaurus fuyunensis es una especie dudosa del género extinto Jaxartosaurus ("lagarto del Jaxartes") de dinosaurio ornitópodo lambeosaurino, que vivió a finales del período Cretácico, hace aproximadamente 84 millones de años durante el Campaniense, en lo que hoy es Asia. Es la segunda especie nombrada para el género, fue descrita por Xu en 1984 proveniente de Sinkiang, China, pero Weishampel y Horner en 1990, la consideraron dudosa.